# Remigius van Rouen

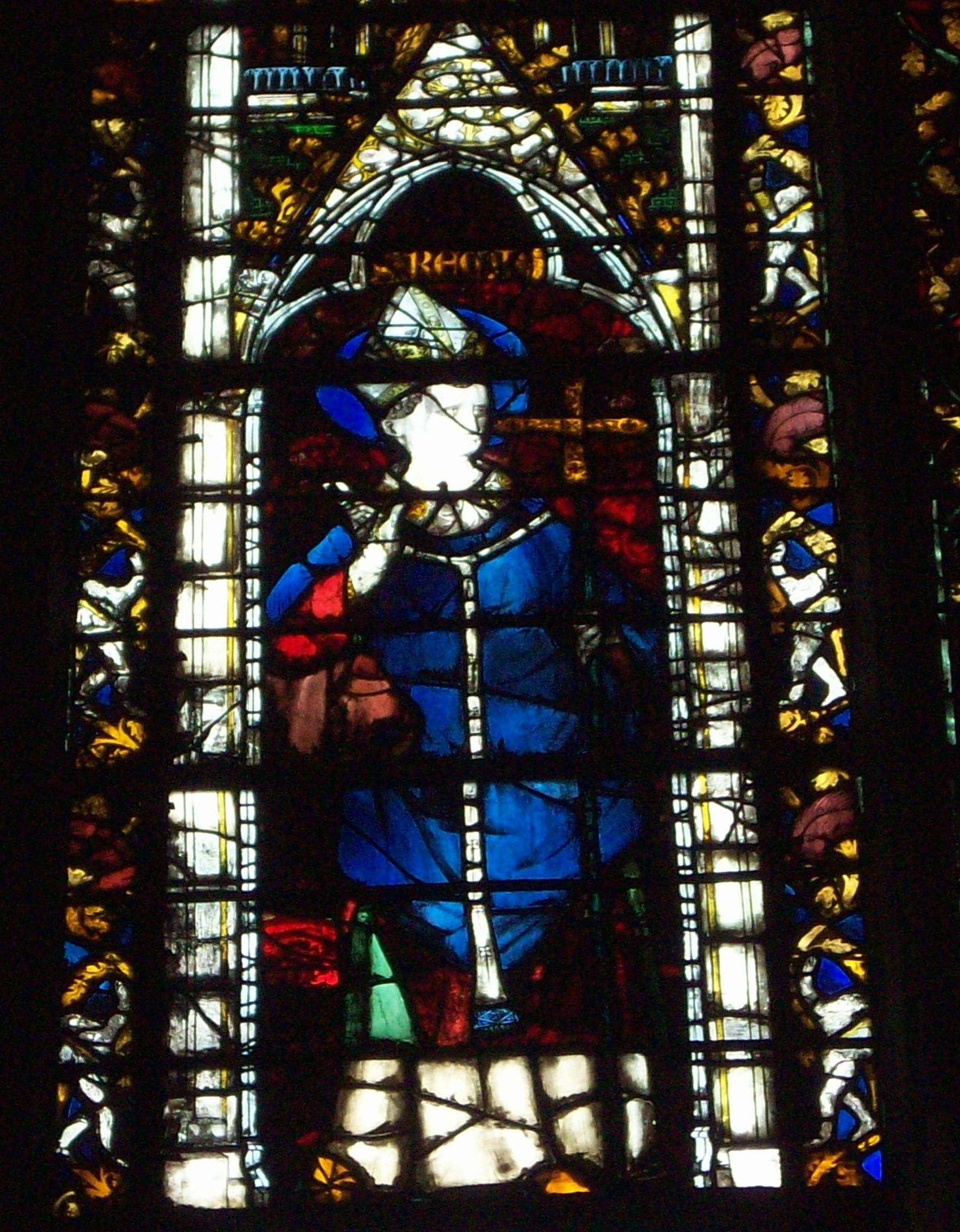
Sint-Remigius op een glas-in-loodraam in de Kathedraal van Rouen

Remigius van Rouen (? - 771) was een buitenechtelijke zoon van Karel Martel bij een onbekende vrouw.
De monnik Adrevald van Fleury bericht in zijn kort na 867 geschreven Miracula Sancti Benedicti dat Pepijn de Korte in 750/751 zijn halfbroer Remigius de opdracht gaf de relikwieën van de heilige Benedictus van Nursia terug te brengen naar de abdij van Montecassino. In 755 werd hij tot aartsbisschop van Rouen benoemd, wat hij tot 762 bleef. In 760 werd hij naar de Longobardenkoning Desiderius en naar paus Paulus I gezonden. Bij zijn terugkeer had hij Simeo (Symeon) in zijn gevolg, een van de leiders van de Romeinse kerkzangersschool, die hij met de scholing van zijn monniken belastte. Toen Simeo werd teruggeroepen naar Rome liet hij zijn monniken met hem meegaan, zodat zij hun opleiding konden afronden. Het laatst geattesteerde optreden van bisschop Remigius vond plaats op de synode van Attigny in 762, die tot de gebedsbond(?) van Attigny leidde.
De Annales Mosellani vermelden de dood van Remigius et Bernehardus in 787. Deze informatie wordt voor wat betreft Remigius als een vergissing aanzien, daar men 771 als het sterfjaar van Remigius beschouwt.
- Gemeinsame Normdatei: 136142842
- Virtual International Authority File: 80537663